# Fazlallah Astarabadi
Fazlallah Astarabadi (Fażlu l-Lāh Astarābādī persan : فضلالله استرآبادی), (1340-1394), est un penseur iranien, originaire de Astarabad (au nord-est de l'Iran, sur les bords de la mer Caspienne), fondateur du courant du hurufisme (prononciation: houroufisme). Il est également connu sous les noms de Fazlallah Tabrîzî (sans doute du fait de longs séjours à Tabriz), ou Fazlallah Ḥurûfî et encore sous le nom de plume de Nāimī.
Fazlullah était considéré par ses disciples comme Dieu, et il fut exécuté à cause de ces idées jugées hérétiques au mois de septembre 1394 (ou peut-être en1398, voire 1401),,. Imadeddine Nassimi, un de ses plus proches partisans fut, comme lui, mis à mort par les autorités en raison de ses idées également jugées extrêmes.

## Biographie
Selon les sources hurufies, il est né à Asatarabad en 1340. Son père était qadi en chef, et la famille disait descendre de Ali ibn Abi Talib par Mûsa al-Kazim, le septième imâm chiite. À la mort de son père, Fazlallah lui succéda dans la fonction de qadi, bien qu'il fût encore très jeune.

### Le soufisme
Un jour, il entendit réciter ces vers de Rûmi: « Pourquoi s'inquiéter de la mort, quand on a l'essence de l'éternité ? / Comment la tombe peut-elle te contenir, quand tu as la lumière de Dieu ? » Quand on lui expliqué que pour comprendre vraiment le sens de ces paroles, il lui fallait en faire l'expérience à travers la pratique du soufisme, il redoubla de piété et pratiqua avec énergie le dhikr. Il fut bientôt capable de se libérer de tout attachement mondain, mais aussi d'interpréter les rêves.

### Voyages
Il a sans doute effectué le pèlerinage à La Mecque à deux reprises. Alors qu'il était en route pour son second pèlerinage, le huitième imam chiite, Ali al-Reza, lui serait apparu en songe dans le Fars, lui enjoignant de se rendre à son tombeau, à Mashhad, ce qu'il fit pour s'imprégner de l'esprit de l'imam, après quoi il reprit son voyage vers La Mecque.

### Rêves, mission et communauté

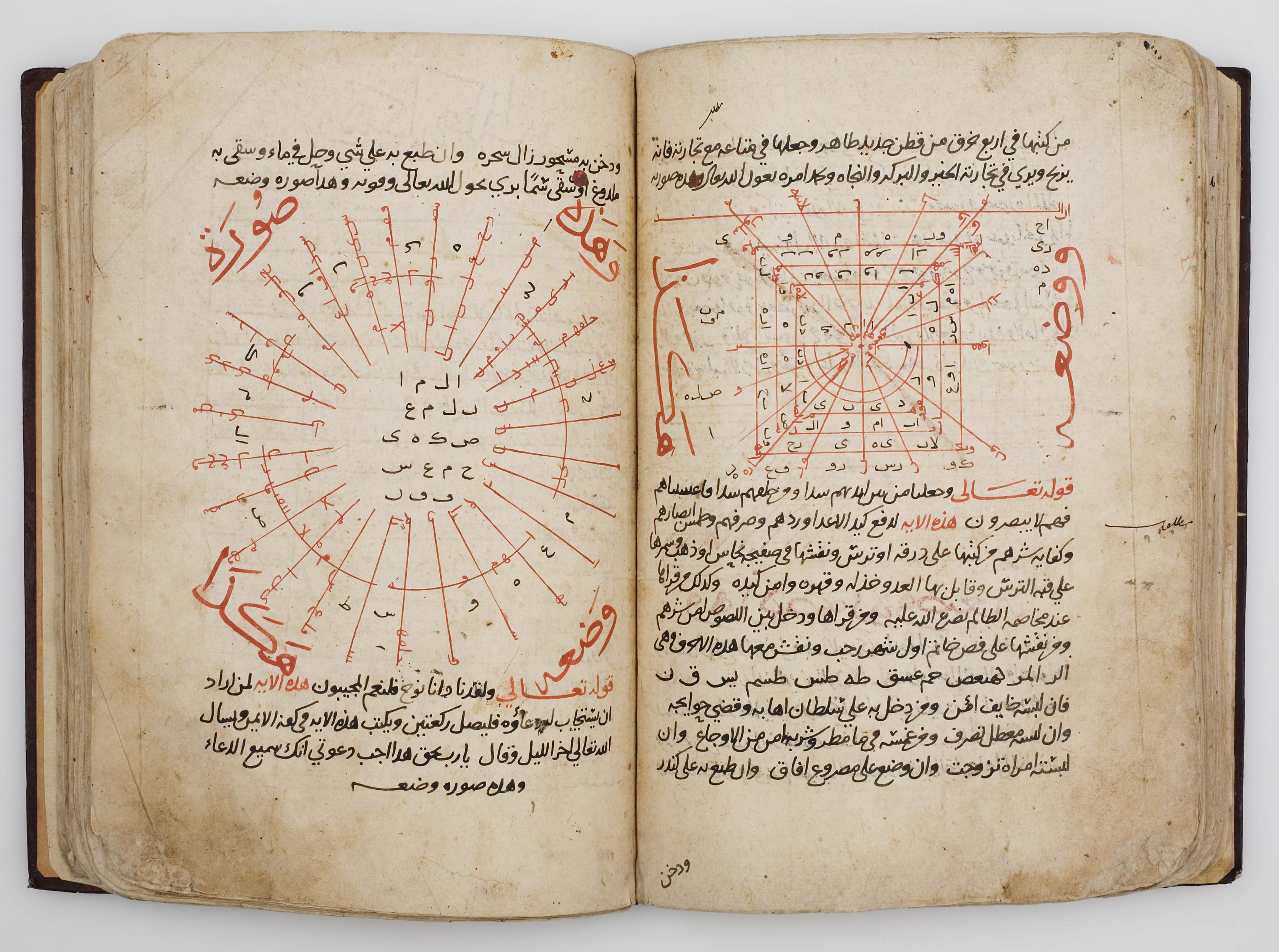
Manuscrit de Ahmad al-Buni (m. 1225), qui traite en partie de la science des lettres ('ilm al-hurûf). Khalili Collection of Islamic Art.

Après quoi, il se rendit dans le Khwarezm, où il eut une série de rêves lui prédisant un grand avenir et une mission qui mettrait un terme à sa vie de dévotions purement privées. Dans un de ces rêves, il vit une étoile brillante se lever à l'est d'où part un puissant rayon de lumière qui pénètre dans son œil droit, jusqu'à ce que l'étoile entière y disparaisse. Une voix dit alors: « C'est une étoile qui ne se lève qu'une seule fois dans tant et tant de temps. »
Cette capacité à interpréter les rêves lui attira bientôt des disciples, d'abord dans le Khwarezm, puis à dans une banlieue au nord d'Ispahan. Là, sa communauté se structura autour de règle de détachement, pauvreté, vivant de son propre artisanat et n'acceptant jamais la charité mais bien plutôt faisant l'aumône aux nécessiteux, si bien que sa réputation se répandit auprès des nobles d'Ispahan mais aussi à travers le Khorassan, l'Irak l'Azerbaïdjan et le Chirvan.

### Tournant décisif
La carrière de Fadlallah connut un tournant décisif quand il quitta Ispahan pour Tabriz, sans doute en 1373, où il parvint à s'introduire à la cour des Djalayirides et à gagner ses faveurs grâce à son talent d'interprétation des rêves. En même temps, c'est dans cette ville qu'il commence à s'éloigner de l'orthodoxie islamique. Durant le mois de ramadan 775 (février 1375), il reçoit une révélation complète de la connaissance ésotérique, de la signification intérieure des rites musulmans et du sens symbolique des lettres de l'alphabet perso-arabe. Il reste frappé de stupeur trois jours durant, jusqu'à ce qu'une voix lui fait une étrange révélation :

« Au moment où le temps s'est séparé en lui, le monde a été libéré de toutes les souffrances. Quelqu'un a dit : "Qui est ce jeune homme ? Qui est cette lune de la terre et du ciel ?" On lui a répondu : "C'est le Seigneur du temps, le sultan des prophètes. Les autres hommes croient en l'élévation des degrés de Mohammed par l'imitation et l'enseignement d'autrui, mais celui-ci a acquis sa foi par la révélation et la vision." »

Un de ses proches disciples, du nom de ʿAlī al-Aʿlā, parle de cet événement comme d'une manifestation de l'essence divine dans la personne de Fazlallah. Toutefois ce dernier resta discret sur l'événement et retourna dans les environs d'Ispahan, se retirant dans une grotte. Il n'en sortit que pour voir un disciple âgé qui était sur le point de mourir. Celui-ci lui déclara que le temps était venu pour la transmission de son enseignement et pour la « manifestation de la gloire divine. ». La date de cet événement est incertaine, et le sens de cette dernière expression n'est pas clair: s'agit-il la revendication du statut de Mahdi ou de celle la divinité? Toujours est-il que Fadlallah accepta ces paroles et réunit autour de lui ses huit premiers murīd.

### Dernières années et mort

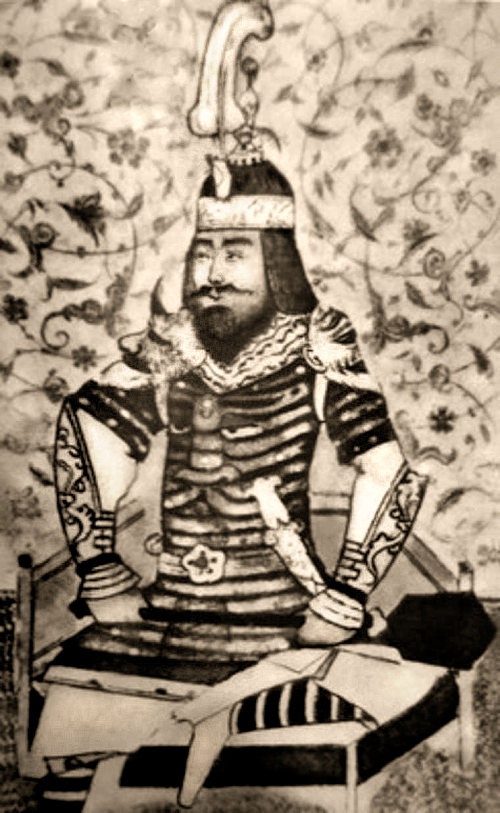
Tamerlan. Miniature du XVe siècle,

En 1388, il est à Ispahan, mais il semble avoir passé l'essentiel des dernières années de sa vie à Bakou. On a la certitude qu'il y était six mois avant son arrestation et son exécution. Le 28 août 1394, des soldats s'emparent de lui sur ordre de Miran Shah, l'un des fils de Tamerlan et il est exécuté six jours plus tard.

#### Les raisons d'une exécution
Les raisons de son arrestations ne sont pas claires non plus. Selon certaines sources, Fadlallah aurait écrit à Tarmerlan pour l'appeler à croire au hurufisme — à quoi Tamerlan répondit en ordonnant à son fils de l'arrêter et de le mettre à mort. On n'a cependant pas trouvé, dans les écrits hurufis, de mention d'un contact entre Fadlallah et Tamerlan.
Il est cependant probable que la décision de Tamerlan ait été motivée par des raisons religieuses, mais aussi politiques. Pour les premières, l'affirmation de Fadlallah qu'il était une incarnation divine, jointe au fait qu'il avait abrogé une large partie de la loi islamique a évidemment pesé dans la décision. Quant aux secondes, il se peut bien qu'il envisageait également d'utiliser des moyens violents pour propager sa religion. Il aurait ainsi déclaré: « Outre mes paroles, la preuve décisive n'est autre que l'épée tranchante. » Derrière l'exécution de Fażlallāh, on peut donc voir chez Timour soit des considérations religieuses, soit un calcul politique, à savoir se débarrasser d'un élément qui risquait d'appeler à la rébellion, et ce à la veille de la campagne qui allait être lancée contre le sultan ottoman Bâyazîd I.